# 孟波
『孟波』（もうは。洋題「Mr. Mumble」）は、1996年公開の香港映画。マイケル・チョウ（周文健）主演。『シティーハンター』の主人公冴羽獠の香港名「孟波」を使った作品であり、同作をモデルとしているようではあるが非公認。日本未公開。
以下本稿では「孟波」を「獠」と記述する。

## キャスト
- 冴羽獠：周文健
- 雪：Alien Sun（孫佳君）
- 野上冴子：フランソワーズ・イップ
- 海坊主：呉康寧
- 槇村香：宣萱
- 紀警官：紀家發
- 劉丹：鍾慧儀
- 暗殺者：伊凡威
- 叔父：周志輝
- 陳サイモン：雷宇揚
- 石松：陸劍明
- 司儀：盧敏儀

## 特徴
獠の設定
香（演：宣萱）、海坊主（演：呉康寧）や冴子（演：フランソワーズ・イップ）が登場する場面がある。特に海坊主は喫茶店（店名は不明）を経営しており作品中ではカウンターに置かれたテレビに007が放映されていた。
獠が作品中で使用する銃
コルトパイソン357マグナム6インチ（ステンレスシルバーだったのでアナコンダの可能性もある。）とスタームルガースーパーレッドホークである（同じくステンレスシルバーで6インチ）。レッドホークを発射するには右腕に特製のギプスを装着しなければ衝撃を吸収しきれないらしくギプスの奪われたラストのシーンでは海坊主の頭に銃を置き海坊主がそれを両手で支えるという間抜けな姿で撃つことになる。作品中、パイソンとレッドホークが一緒に登場するときがあるがおそらくこれはミスである。
獠の住まい
高層ビル群にあるマンションの一室で地下射撃場などは存在しない。部屋の一部が衣裳部屋になっており、いつも着ている赤のノースリーブTシャツと青いジャケット（正確には水色系）と黒のズボンが何着も置かれている。
獠の車
作品中は一括してスズキカプチーノ（確認済み）にのっておりミニクーパーは最後の最後で登場する。
シティーハンターの宣伝活動
獠は依頼を集めるためにチラシを作って地下鉄駅前でビラを配るなどしている（作品中のラスト部分でミニクーパーが登場したのもこの時）。配ったチラシは無残にも本人の前で丸められ捨てられているのも原作と同様である。
獠の過去
獠はシティーハンターを始める前まで警察官だった。署内でトップレベルの腕前を誇る先輩の石松（演：陸劍明）に銃のすべてを習った。しかし、ある事件をきっかけに石松は獠に殺されてしまう。作品中、石松の娘・恵香（演：宣萱）が登場し獠を殺そうとする。
獠を殺そうとする殺し屋はもう一人存在し獠の前によく現れる。ちなみに石松の娘との関係は無い。
その他
依頼人が敵に誘拐された後、獠はレッドホークとギプスの入った木製ケースを取り出して調整を行う。その時、部屋のベランダから部屋の奥にぶら下げた的に向って撃つというとんでもないことをやってのけた（サイレンサーも無いので銃声は広範囲にわたって聞こえたはず）。